# Ryszard Sygitowicz
Ryszard Maria Sygitowicz (ur. 27 listopada 1953 w Warszawie) – polski gitarzysta, kompozytor i aranżer. Członek Akademii Fonograficznej ZPAV.

## Kariera
W latach 70. grał w zespole Zbigniewa Hołdysa Dzikie Dziecko, współpracował z Haliną Frąckowiak, Barbarą Kowalską oraz z zespołami: Andrzej i Eliza, 2 plus 1, Bumerang, George Lange Set. 
Od września 1980 do grudnia 1981 roku był gitarzystą Perfectu. Współaranżował debiutancką płytę Perfectu, tzw. „Biały album”, stworzył własny utwór „Coś się dzieje w mojej biednej głowie”. Zagrał także na fortepianie w studyjnej wersji jednego z największych przebojów grupy – „Niewiele ci mogę dać”.
Po odejściu z Perfectu, koncertował na Bliskim Wschodzie, potem zaczął karierę solową, co zaowocowało własną płytą pt. Bez grawitacji. W 1988 wyjechał do USA, gdzie koncertował i pracował w studiach nagraniowych, grając w zespole Orange Vibes. W USA nagrał i wydał album Witajcie w USA. W 1989 wydał album pt. Nikt nie woła, a potem na podstawie wszystkiego, co stworzył, wydał płytę pt. The Best of Ryszard Sygitowicz.
W 1993 ponownie zaczął grać w zespole Perfect i skomponował własne utwory, które znalazły się na płytach Geny i Jestem. Tuż przed ukazaniem się płyty Geny odszedł z zespołu. Potem współpracował z Natalią Kukulską i z Jackiem Królikiem, z którym stworzył formację Giganci Gitary.
5 listopada 2008 roku, w programie Kawa czy herbata?, został zapowiedziany wspólny album Sygitowicza z Grzegorzem Markowskim. W tym samym programie został zaprezentowany utwór z nowej płyty pt. „Wybacz mi”.
W lutym 2010 r. piosenka Sygitowicza i Markowskiego pt. „Każdej Nocy” zaczęła pokazywać się na Top Listach. 26 marca 2010 r. wydana została płyta Markowski & Sygitowicz. Nagrali także utwór "To".

## Dyskografia
- 1981 – Perfect (wraz z zespołem Perfect)
- 1983 – Cavalcado, Opus 1983, Odrzucony narzeczony (S-478 TONPRESS)
- 1985 – Bez grawitacji
- 1985 – Krzysiek i Rysiek - Pro Test Song / Czarno widzę (S-557 TONPRESS) (wraz z Krzysztofem Ścierańskim)
- 1988 – Witajcie w USA
- 1989 – Nikt nie woła
- 1992 – The Best of Ryszard Sygitowicz
- 1994 – Jestem (wraz z zespołem Perfect)
- 1997 – Geny (wraz z zespołem Perfect)
- 2008 – Hey Jimi - Polskie gitary grają Hendrixa: „Crosstown Traffic”, „Angel” (wraz z Jackiem Królikiem)
- 2010 – Markowski & Sygitowicz (wraz z Grzegorzem Markowskim)
- 2015 – Solo Życia - Lublin 2014 (wraz z Gigantami Gitary oraz gościnnie z Budką Suflera)

Sygitowicz brał również udział w nagraniach następujących albumów:
- Maryla Rodowicz - Święty spokój (gitara)
- Stanisław Wenglorz - Dziś dotarłem do rozstajnych dróg (kompozytor, gitara)
- Anna Chodakowska - Edward Stachura „Msza wędrującego” (instrumenty klawiszowe, gitara)
- Maryla Rodowicz - Był sobie król (gitara)
- Magda Umer - Magda Umer (aranżacja utworów: „Na strychu w Łomiankach”, „Dawne zabawne” oraz „Kiedy mnie już nie będzie”)
- Andrzej Rybiński - Andrzej Rybiński (gitara, instrumenty klawiszowe)
- Electronic Division - muzyka do filmu „Manager” (gitara akustyczna)
- Hanna Banaszak - Hanna Banaszak (kompozytor, gitara, aranżacja utworu „Apetyt na życie”)
- Maryla Rodowicz - Gejsza nocy (gitara)
- Natalia Kukulska - Natalia (gitara)
- Różni wykonawcy - Music from Poland at Midem '86 (kompozytor utworu „Man without passion”)
- Stanisław Wenglorz - Niedokończona rozmowa (kompozytor, aranżer, producent płyty)
- Felicjan Andrzejczak - Felicjan Andrzejczak (kompozytor, aranżer)
- Halina Frąckowiak - Halina Frąckowiak (gitary, instrumenty klawiszowe, aranżacje)
- Jacek Cygan - Czas nas uczy pogody (kompozytor, aranżer oraz wykonawca utworu „Pro Test Song” duetu Krzysiek i Rysiek)
- Janusz Rewiński - Zadyma (gitara)
- Zdzisława Sośnicka - Aleja gwiazd (gitara, aranżacja, kompozytor utworu „Cinema”)
- Fasolki - Piosenki z plecaka Tik Taka (gitara)
- Henryk Alber - Alber (gościnnie gitara)
- Lonstar Band - Różne kolory (kompozytor, gitary)
- Maciej Zembaty - Greatest Hits czyli ostatnia posługa (kompozytor, aranżacje)
- Majka Jeżowska - The best of Majka (kompozytor utworu „Za daleko do Chicago”, aranżacja i nagranie wszystkich instrumentów tej kompozycji)
- Monika Borys - Ściana i groch (gitara)
- Stan Borys - Stan Borys 1991 (kompozytor utworu „Don’t leave me tonight”, aranżacja i nagranie wszystkich instrumentów w tym utworze)
- Andrzej i Eliza - Greatest Hits (gitary)
- Perfect - Historie nieznane 1971-1991 (kompozytor „Coś się dzieje w mej biednej głowie”, gitary i aranżacja)
- Lonstar Band - Coś mi nie pasuje (autor tekstu)
- Magda Umer - Wszystko skończone (kompozytor utworu „Senne zioła”, aranżer i wykonawca wszystkich instrumentów w tym utworze)
- Natalia Kukulska - Światło (kompozytor, aranżer, gitary)
- Ścieżka filmowa - Ekstradycja 2 (gitary)
- Robert Gawliński - Być wolnym (gitara w utworze „Choćby nie wiem co”)
- Sixteen - Twoja Lawa (gitara akustyczna w utworze „Obudź we mnie swoją wenus”)
- Kasia Kowalska - Pełna obaw (kompozytor, gitary, aranżacje, wykonanie ukrytego utworu)
- Andrzej Rybiński - Mam czas na relaks (gitara w jednym utworze)
- Grażyna Łobaszewska - Czas nas uczy pogody (kompozytor, gitary)
- Natalia Kukulska - Kolędy na żywo (gitara akustyczna)
- Natalia Kukulska - Tobie (gitary)
- Włodek Wander - Złote przeboje instrumentalnie (gitara w utworze „Ciebie wybrałem”)
- Wojtek Pilichowski - Pi (gitara)
- Kasia Kowalska - Antidotum (kompozytor utworu „Nie jestem najlepsza”)
- Anna Treter - Na południe (kompozytor, gitara)
- Natalia Kukulska - Natalia Kukulska (kompozytor, gitary, współaranżer)
- Stan Borys - Niczyj (gitara)
- Patrycja Markowska - Nie zatrzyma nikt (kompozytor, gitary)
- Kostek Joriadis - Sen o miłości (gościnnie gitara)

## Nagrody i wyróżnienia
- 1982 – w plebiscycie pisma Non Stop uznany za trzeciego instrumentalistę roku
- 1985 – wraz z Krzysztofem Ścierańskim – II miejsce w konkursie zorganizowanym przez program II Polskiego radia – za piosenkę „Pro Test Song"
- 1986 – Nagroda Artystyczna Młodych im. Stanisława Wyspiańskiego dla młodych twórców
- 1991 – Wyróżnienie na Krajowym Festiwalu Piosenki Polskiej Opole '91 za piosenkę Za daleko do Chicago (słowa: Justyna Holm, wykonanie: Majka Jeżowska)

## Instrumentarium
(źródło:)
- Gitary: Music Man Axis, Gibson Les Paul, Takamine Santa Fe, Yamaha FG-420-12A (12-strunowa)
- Wzmacniacze: Randall RM100 (moduły: Deluxe, JTM, 1086), Rivera Knucklehead 100 W + Rivera K 412T
- Efekty: Route 66 Overdrive / Compression, Rocktron Nitro, Red Witch Famulus, Snarling Dogs Wonder Wah, Rocktron Tsunami, T. Rex Replica